# Segnaletica stradale in Bosnia ed Erzegovina
I segnali stradali in Bosnia ed Erzegovina sono regolati dal Pravilnik o saobraćajnim znakovima i signalizaciji na cestama (regolamento in materia di segnali stradali e segnali sulle strade bosniaco).
Sono installati lungo il ciglio della strada sul lato destro della carreggiata e sono suddivisi in segnali di pericolo, di obbligo, di informazione, di indicazione e pannelli integrativi.
Se vi è del testo nei segnali, questo è in lingua croata o in lingua bosniaca (con caratteri latini) e in lingua serba (con caratteri cirillici), senza traduzioni in altre lingue, eccezion fatta per quelli con scritte come il segnale di "Fermarsi e dare precedenza" o quello di "Dogana", che hanno anche scritte in inglese. La maggior parte dei segnali sono basati su disegni come nella maggior parte dei Paesi europei.
Nei segnali di direzione i nomi delle città sono normalmente traslitterati in caratteri cirillici.
Agli incroci non regolati da segnaletica stradale o semafori vige la regola generale di dare la precedenza ai veicoli provenienti da destra, a meno che non sia altrimenti specificato.

## Segnali di pericolo
I segnali di pericolo in Bosnia ed Erzegovina hanno sfondo bianco ed una classica forma triangolare.
| Segnale bosniaco | Significato                                                            | Spiegazione |
|                  | Curva pericolosa a sinistra                                            | Presegnala un tratto di strada non rettilineo pericoloso per la limitata visibilità o per caratteristiche del tracciato (curva stretta a sinistra). |
|                  | Curva pericolosa a destra                                              | Presegnala un tratto di strada non rettilineo pericoloso per la limitata visibilità o per caratteristiche del tracciato (curva stretta a destra). |
|                  | Doppia curva pericolosa, la prima a sinistra                           | Presegnala una doppia curva, di cui la prima a sinistra. |
|                  | Doppia curva pericolosa, la prima a destra                             | Presegnala una doppia curva, di cui la prima a destra. |
|                  | Discesa pericolosa                                                     | Presegnala un tratto di strada in discesa secondo il senso di marcia. La pendenza è espressa in percentuale. |
|                  | Salita ripida                                                          | Presegnala un tratto di strada in forte salita secondo il senso di marcia. La pendenza è espressa in percentuale. |
|                  | Strettoia                                                              | Segnala un restringimento pericoloso della carreggiata. |
|                  | Strettoia asimmetrica a destra                                         | Segnala un restringimento pericoloso sul lato destro della carreggiata. |
|                  | Strettoia asimmetrica a sinistra                                       | Segnala un restringimento pericoloso sul lato sinistro della carreggiata. |
|                  | Ponte mobile                                                           | Presegnala una struttura stradale mobile comunque manovrabile. |
|                  | Caduta da argine o molo                                                | Presegnala una banchina senza protezioni su un argine od un molo. |
|                  | Dosso                                                                  | Segnala un'anomalia altimetrica convessa della strada che limita la visibilità. |
|                  | Cunetta                                                                | Segnala un'anomalia altimetrica concava della strada che limita la visibilità. |
|                  | Strada deformata                                                       | Segnala un tratto di strada in cattivo stato o con pavimentazione irregolare. |
|                  | Strada sdrucciolevole                                                  | Presegnala un tratto di strada che in particolari condizioni climatiche od ambientali può diventare sdrucciolevole. |
|                  | Ghiaia                                                                 | Presegnala la presenza di pietrisco, di materiale minuto o granaglia che può essere proiettato a distanza o scagliato in aria dai veicoli in transito. |
|                  | Caduta massi da destra                                                 | Presegnala il pericolo di caduta massi dalla parete rocciosa soprastante a destra con possibile presenza di pietre sulla carreggiata |
|                  | Caduta massi da sinistra                                               | Presegnala il pericolo di caduta massi dalla parete rocciosa soprastante a sinistra con possibile presenza di pietre sulla carreggiata. |
|                  | Attraversamento pedonale                                               | Segnala l'avviciarsi di un passaggio pedonale segnalato sulla carreggiata. |
|                  | Bambini                                                                | Segnala luoghi frequentati da bambini, come le scuole, i giardini pubblici, i campi di gioco e simili. |
|                  | Pedoni                                                                 | Segnala la possibilità di incontrare pedoni lungo la carreggiata. |
|                  | Attraversamento ciclabile                                              | Presegnala attraversamento di ciclisti contraddistinto da appositi segni sulla carreggiata. |
|                  | Attraversamento di animali domestici                                   | Presegnala un tratto di strada con probabile improvvisa presenza od attraversamento di animali domestici. |
|                  | Attraversamento di animali selvatici                                   | Presegnala un tratto di strada con probabile improvvisa presenza od attraversamento di animali selvatici. |
|                  | Lavori                                                                 | Presegnala cantieri di lavori in corso, depositi temporanei di materiale, presenza di macchinari adibiti ai lavori stradali. |
|                  | Semaforo                                                               | Presegnala un impianto semaforico posto su strade sia urbane che extraurbane. |
|                  | Semaforo orizzontale                                                   | Presegnala un impianto semaforico posto su strade sia urbane che extraurbane in modalità orizzontale. |
|                  | Passaggio di aeroplani a bassa quota                                   | Presegnala la possibilità di improvvisi forti rumori o abbagliamenti dovuti ad aeroplani a bassa quota. |
|                  | Vento laterale da destra                                               | Presegnala la possibilità di forti raffiche di vento laterale provenienti da destra. |
|                  | Vento laterale da sinistra                                             | Presegnala la possibilità di forti raffiche di vento laterale provenienti da sinistra. |
|                  | Doppio senso di circolazione                                           | Segnala un tratto di strada che da senso unico diventa a doppio senso. |
|                  | Galleria                                                               | Presegnala la presenza di una galleria stradale. |
|                  | Altri pericoli                                                         | Segnala un pericolo diverso da quelli indicati negli altri segnali di pericolo. |
|                  | Intersezione                                                           | Presegnala un incrocio in cui vige la regola generale di dare la precedenza a destra. |
|                  | Intersezione con strada che non ha priorità                            | Presegnala un incrocio con una strada di minore importanza in cui si ha la precedenza sui veicoli provenienti sia da destra che da sinistra. |
|                  | Intersezione con strada che non ha priorità a sinistra                 | Presegnala un incrocio con una strada di minore importanza in cui si ha la precedenza sui veicoli provenienti da sinistra. |
|                  | Intersezione con strada che non ha priorità a destra                   | Presegnala un incrocio con una strada di minore importanza in cui si ha la precedenza sui veicoli provenienti da destra. |
|                  | Confluenza da sinistra                                                 | Presegnala una strada senza diritto di precedenza che si immette sulla strada principale da sinistra. |
|                  | Confluenza da destra                                                   | Presegnala una strada senza diritto di precedenza che si immette sulla strada principale da destra. |
|                  | Intersezione con circolazione rotatoria                                | Segnala, sulle strade urbane e extraurbane, una intersezione regolata da circolazione rotatoria. |
|                  | Ghiaccio                                                               | Segnala la possibilità di incontrare ghiaccio lungo la carreggiata. |
|                  | Rischio di incidente                                                   | Presegnala un tratto di strada con elevata possibilità di incidenti. |
|                  | Incidente                                                              | Presegnala un incidente. |
|                  | Coda                                                                   | Presegnala un tratto di strada in cui è in atto un forte rallentamento od una coda del traffico. |
|                  | Banchina cedevole                                                      | Presegnala un tratto di carreggiata con banchina cedevole. |
|                  | Pericolo di incendio                                                   | Presegnala un tratto di strada fiancheggiato da foreste o prati con alta possibilità di incendio. |
|                  | Attraversamento di tram                                                | Segnala un attraversamento tranviario. |
|                  | Passaggio a livello con barriere                                       | Segnala un passaggio a livello con barriere ed è integrato con il pannello distanziometrico a tre barre rosse. |
|                  | Passaggio a livello senza barriere                                     | Segnala un passaggio a livello senza barriere ed è integrato con il pannello distanziometrico a tre barre rosse. |
|                  | Incrocio con un passaggio a livello senza barriere                     | Segnala un passaggio a livello od un attraversamento tranviario senza barriere con un solo binario, ed invita quindi i conducenti alla massima prudenza, invitandoli a fermarsi immediatamente se fossero attive le due luci rosse lampeggianti e/o il segnale acustico che indicano l'avvicinarsi del treno. Può anche essere installata in verticale per ragioni di minor ingombro. |
|                  | Incrocio con un passaggio a livello senza barriere a più di un binario | Segnala un passaggio a livello od attraversamento tranviario senza barriere con più di un binario, ed invita quindi i conducenti alla massima prudenza, invitandoli a fermarsi immediatamente se fossero attive le due luci rosse lampeggianti e/o il segnale acustico che indicano l'avvicinarsi del treno. Può anche essere installata in verticale per ragioni di minor ingombro.  |
|                  | Pannelli distanziometrici per passaggio a livello con barriere         | Indicano la distanza dal passaggio a livello con barriere per il quale vengono installati. Sono posti sul lato destro della carreggiata. |
|                  | Pannelli distanziometrici per passaggio a livello senza barriere       | Indicano la distanza dal passaggio a livello senza barriere per il quale vengono installati. Sono posti sul lato destro della carreggiata. |

## Segnali di obbligo
| Segnale bosniaco | Significato                                                                | Spiegazione |
|                  | Dare precedenza                                                            | Prescrive un incrocio in cui è necessario dare precedenza in corrispondenza della linea orizzontale.                                                                                            |
|                  | Fermarsi e dare la precedenza                                              | Prescrive l'obbligo di arrestarsi in ogni caso in corrispondenza della striscia trasversale di arresto ad un incrocio e di dare precedenza.                                                     |
|                  | Divieto di transito                                                        | Vieta a tutti i veicoli di entrare in una strada. |
|                  | Divieto di accesso                                                         | Vieta di entrare in una strada accessibile invece in un altro senso. |
|                  | Divieto di transito agli autoveicoli                                       | Vieta a tutti gli autoveicoli, eccetto i motocicli, di entrare in una strada. |
|                  | Accesso vietato agli autobus                                               | Vieta il transito agli autobus. |
|                  | Divieto di circolazione per i mezzi destinati al trasporto merci           | Vieta il transito ai veicoli da trasporto non adibiti al trasporto di persone. |
|                  | Divieto di circolazione per i veicoli il cui carico può inquinare le acque | Vieta il transito ai veicoli che trasportano sostanze suscettibili di contaminare l'acqua. |
|                  | Divieto di circolazione per i veicoli che trasportano merci esplosive      | Vieta il transito ai veicoli che trasportano merci esplosive. |
|                  | Divieto di circolazione per i veicoli che trasportano merci pericolose     | Vieta il transito ai veicoli che trasportano merci pericolose, come esplosivi, benzina, materie tossiche o radioattive.                                                                         |
|                  | Divieto di circolazione per i rimorchi                                     | Vieta il transito a tutti i veicoli con un rimorchio. |
|                  | Divieto di circolazione per gli autoarticolati                             | Vieta il transito a tutti gli autoarticolati. |
|                  | Divieto di circolazione ai mezzi agricoli                                  | Vieta il transito a tutti i mezzi agricoli. |
|                  | Divieto di circolazione per i motocicli                                    | Vieta il transito a tutti i veicoli a motore con due ruote. |
|                  | Divieto di circolazione per i ciclomotori                                  | Vieta il transito a tutti i ciclomotori. |
|                  | Divieto di circolazione alle biciclette                                    | Vieta il transito alle biciclette. |
|                  | Divieto di circolazione per i ciclomotori e le biciclette                  | Vieta il transito a tutti i ciclomotori ed alle biciclette. |
|                  | Accesso vietato ai veicoli a trazione animale                              | Vieta il transito ai veicoli a trazione animale. |
|                  | Accesso vietato ai veicoli a braccia                                       | Vieta il transito ai veicoli a braccia. |
|                  | Accesso vietato ai pedoni                                                  | Vieta il transito ai pedoni. |
|                  | Divieto di circolazione a veicoli a motore ed ai motocicli                 | Vieta il transito a veicoli a motore ed ai motocicli. |
|                  | Larghezza massima                                                          | Vieta il transito ai veicoli aventi larghezza superiore a quella indicata in metri. |
|                  | Altezza massima                                                            | Vieta il transito ai veicoli aventi altezza superiore a quella indicata in metri. |
|                  | Peso massimo                                                               | Vieta il transito ai veicoli aventi massa superiore a quella indicata in tonnellate al momento del transito.                                                                                    |
|                  | Peso massimo sull'asse                                                     | Vieta il transito ai veicoli aventi sull'asse più caricato una massa superiore a quella indicata al momento del transito.                                                                       |
|                  | Peso massimo sulla coppia di assi                                          | Vieta il transito ai veicoli aventi sulla coppia di assi più caricata una massa superiore a quella indicata al momento del transito.                                                            |
|                  | Lunghezza massima                                                          | Vieta il transito ai veicoli od ai complessi di veicoli di lunghezza superiore alla lunghezza indicata in metri.                                                                                |
|                  | Distanza minima                                                            | Vieta di seguire il veicolo che precede ad una distanza inferiore a quella indicata, in metri, sul segnale.                                                                                     |
|                  | Divieto di svoltare a sinistra                                             | Vieta di svoltare a sinistra al prossimo incrocio. |
|                  | Divieto di svoltare a destra                                               | Vieta di svoltare a destra al prossimo incrocio. |
|                  | Divieto d'inversione                                                       | Vieta di effettuare un'inversione di marcia. |
|                  | Divieto di sorpasso                                                        | Vieta di sorpassare i veicoli a motore con due o più ruote. |
|                  | Divieto di sorpasso per gli autocarri                                      | Indica il divieto a tutti i veicoli, non adibiti al trasporto di persone, di massa a pieno carico superiore a 3,5 t di sorpassare i veicoli a motore.                                           |
|                  | Velocità massima                                                           | Indica la velocità massima in chilometri orari alla quale i veicoli possono procedere immediatamente dopo il segnale.                                                                           |
|                  | Divieto di segnalazioni acustiche                                          | Vieta l'uso di segnalazioni acustiche. |
|                  | Fermarsi alla dogana                                                       | Obbliga i conducenti all'arresto per i controlli doganali in prossimità delle frontiere nazionali non in prossimità di Paesi UE.                                                                |
|                  | Fermarsi per controlli di polizia                                          | Obbliga i conducenti all'arresto per controlli di polizia. |
|                  | Pagamento pedaggio                                                         | Obbliga i conducenti all'arresto per il pagamento del pedaggio della strada che si sta percorrendo.                                                                                             |
|                  | Precedenza ai veicoli provenienti in senso inverso                         | Prescrive di dare precedenza ai veicoli provenienti in direzione opposta in una strada a doppio senso che consente il passaggio di una sola fila di veicoli.                                    |
|                  | Divieto di scattare fotografie o riprese video                             | Ordina di non scattare fotografie od effettuare riprese video. |
|                  | Divieto di fermata                                                         | Vieta la sosta e la fermata o qualsiasi temporanea sospensione della marcia ai veicoli. |
|                  | Divieto di sosta                                                           | Vieta la sosta, fermata prolungata (parcheggio) ai veicoli, in quei luoghi dove per regola generale non vige tale divieto.                                                                      |
|                  | Divieto di sosta nei giorni dispari                                        | Vieta la sosta, fermata prolungata (parcheggio) ai veicoli, in quei luoghi dove per regola generale non vige tale divieto, soltanto nei giorni dispari.                                         |
|                  | Divieto di sosta nei giorni pari                                           | Vieta la sosta, fermata prolungata (parcheggio) ai veicoli, in quei luoghi dove per regola generale non vige tale divieto, soltanto nei giorni pari.                                            |
|                  | Velocità minima                                                            | Vieta ai conducenti di procedere ad una velocità inferiore a quella indicata. |
|                  | Catene per la neve obbligatorie                                            | Vieta il transito ai veicoli sprovvisti di catene da neve. |
|                  | Pista ciclabile                                                            | Indica l'inizio di un percorso riservato alle biciclette. |
|                  | Percorso pedonale                                                          | Indica un percorso riservato ai pedoni. |
|                  | Percorso misto pedonale e ciclabile                                        | Indica l'inizio di un percorso misto pedonale e ciclabile. |
|                  | Percorso ciclabile adiacente al marciapiede                                | Indica l'inizio di un percorso ciclabile contiguo al marciapiede. |
|                  | Percorso per quadrupedi da sella                                           | Indica un percorso riservato ai quadrupedi da sella. |
|                  | Direzione obbligatoria dritto                                              | Indica che la sola direzione consentita al conducente è quella di andare diritto. |
|                  | Direzione obbligatoria a destra                                            | Indica che la sola direzione consentita al conducente è quella di andare a destra. |
|                  | Direzione obbligatoria a sinistra                                          | Indica che la sola direzione consentita al conducente è quella di andare a sinistra. |
|                  | Preavviso di direzione obbligatoria a sinistra                             | Preavvisa che la sola direzione consentita al conducente è quella di andare a sinistra. |
|                  | Preavviso di direzione obbligatoria a destra                               | Preavvisa che la sola direzione consentita al conducente è quella di andare a destra. |
|                  | Preavviso di inversione di marcia obbligatoria                             | Preavvisa che è obbligatorio effettuare un'inversione di marcia. |
|                  | Circolare diritto o svoltare a sinistra                                    | Direzioni consentite a dritto ed a sinistra. |
|                  | Circolare diritto o svoltare a destra                                      | Direzioni consentite a dritto ed a destra. |
|                  | Svoltare a destra o a sinistra                                             | Direzioni obbligatorie a destra ed a sinistra. |
|                  | Passaggio obbligatorio a destra                                            | Obbliga i conducenti a passare a destra dell'ostacolo come un cantiere, uno spartitraffico, un salvagente o un'isola di traffico.                                                               |
|                  | Passaggio obbligatorio a sinistra                                          | Obbliga i conducenti a passare a sinistra dell'ostacolo come un cantiere, uno spartitraffico, un salvagente o un'isola di traffico.                                                             |
|                  | Passaggio consentito a sinistra o a destra                                 | Obbliga i conducenti a passare a sinistra od a destra dell'ostacolo come un cantiere, uno spartitraffico, un salvagente o un'isola di traffico.                                                 |
|                  | Intersezione con percorso rotatorio obbligato                              | Indica ai conducenti l'obbligo di circolare nel verso antiorario indicato dalle frecce attorno all'area di rotazione. È posto subito prima di una piazza dove si svolge circolazione rotatoria. |

## Segnali di indicazione
| Segnale bosniaco | Significato                                           | Spiegazione |
|                  | Precedenza rispetto al traffico inverso               | Indica la precedenza rispetto ai veicoli provenienti in direzione opposta in una strada a doppio senso che consente il passaggio di una sola fila di veicoli.      |
|                  | Senso unico                                           | Segnala il termine del doppio senso di circolazione all'interno di una carreggiata.                                                                                |
|                  | Senso unico                                           | Segnala il termine del doppio senso di circolazione all'interno di una carreggiata; è posto parallelamente all'asse stradale.                                      |
|                  | Strada con diritto di precedenza                      | Indica l'inizio di una strada il cui traffico ha diritto di precedenza.                                                                                            |
|                  | Fine della strada con diritto di precedenza           | Indica la fine di una strada il cui traffico ha diritto di precedenza.                                                                                             |
|                  | Passaggio pedonale                                    | Indica un attraversamento pedonale non regolato da semaforo e non in corrispondenza di un incrocio stradale.                                                       |
|                  | Attraversamento ciclabile                             | Indica un attraversamento ciclabile non regolato da semaforo e non in corrispondenza di un incrocio stradale.                                                      |
|                  | Bambini per strada                                    | Indica la possibilità di incontrare bambini lungo la carreggiata.                                                                                                  |
|                  | Sottopassaggio pedonale                               | Indica un sottopassaggio pedonale. |
|                  | Strada senza uscita                                   | Indica una strada senza uscita per tutti i veicoli. |
|                  | Guida per la svolta a sinistra                        | Indica la manovra da compiere per la svolta a sinistra al prossimo incrocio.                                                                                       |
|                  | Dosso artificiale                                     | Indica la presenza di un dosso artificiale di rallentamento del traffico.                                                                                          |
|                  | Cunetta artificiale                                   | Indica la presenza di una cunetta artificiale di rallentamento del traffico.                                                                                       |
|                  | Fine divieto di sorpasso                              | Indica la fine del divieto a tutti i veicoli di sorpassare i veicoli a motore diversi dai motocicli e dai ciclomotori.                                             |
|                  | Fine del divieto di sorpasso per gli autocarri        | Indica la fine del divieto a tutti i veicoli non adibiti al trasporto di persone di massa a pieno carico oltre 3,5 t di sorpassare i veicoli a motore.             |
|                  | Fine della velocità massima                           | Indica la fine del limite sulla velocità massima alla quale i veicoli possono procedere e ripristina il consueto limite di velocità relativo alla strada percorsa. |
|                  | Fine della velocità minima                            | Indica la fine della validità del limite minimo di velocità. |
|                  | Fine del divieto di segnalazioni acustiche            | Indica la fine del divieto di segnalazioni acustiche. |
|                  | Fine dei divieti precedenti                           | Indica il punto ove le prescrizioni precedentemente indicate cessano di essere valide.                                                                             |
|                  | Fine del tratto con catene per la neve obbligatorie   | Indica la fine del tratto di strada con catene da neve. |
|                  | Fine pista ciclabile                                  | Indica la fine del percorso riservato alle biciclette. |
|                  | Fine del percorso pedonale                            | Indica la fine del percorso riservato ai pedoni. |
|                  | Fine percorso misto pedonale e ciclabile              | Indica la fine del percorso riservato ai pedoni ed alle biciclette.                                                                                                |
|                  | Fine percorso ciclabile adiacente al marciapiede      | Indica la fine del percorso ciclabile contiguo al marciapiede. |
|                  | Fine del percorso per quadrupedi da sella             | Indica la fine del percorso riservato ai quadrupedi da sella. |
|                  | Zona a velocità limitata                              | Indica una zona in cui vige il limite di velocità indicato. |
|                  | Fine della zona a velocità limitata                   | Indica la fine della zona in cui vige il limite di velocità indicato.                                                                                              |
|                  | Zona pedonale                                         | Indica l'inizio di una zona pedonale. |
|                  | Fine della zona pedonale                              | Indica la fine della zona pedonale. |
|                  | Strada residenziale                                   | Indica l'inizio di una zona residenziale. |
|                  | Fine della strada residenziale                        | Indica la fine di una zona residenziale. |
|                  | Zona a divieto di sosta                               | Indica una zona in cui vige il divieto di sosta. |
|                  | Fine della zona a divieto di sosta                    | Indica la fine della zona in cui vige il divieto di sosta. |
|                  | Velocità consigliata                                  | Indica la velocità consigliata nel tratto di strada. |
|                  | Fine della velocità consigliata                       | Indica la fine del tratto di strada con velocità consigliata. |
|                  | Scuola                                                | Indica il possibile attraversamento di bambini in corrispondenza di una scuola con un vigile di sorveglianza.                                                      |
|                  | Ospedale                                              | Indica la presenza di un ospedale. |
|                  | Pronto soccorso                                       | Indica la presenza di un pronto soccorso. |
|                  | Polizia                                               | Indica la presenza di un posto di polizia. |
|                  | Parcheggio                                            | Indica un parcheggio autorizzato. Consente la sosta a tempo indeterminato salvo indicazioni differenti.                                                            |
|                  | Parcheggio coperto                                    | Indica un parcheggio coperto. Consente la sosta a tempo indeterminato salvo indicazioni differenti.                                                                |
|                  | Parcheggio con disco orario                           | Indica un parcheggio autorizzato. Consente la sosta esponendo il disco orario.                                                                                     |
|                  | Parcheggio di interscambio                            | Indica un parcheggio autorizzato dal quale è possibile prendere i mezzi pubblici indicati.                                                                         |
|                  | Parcheggio di interscambio con bicicletta             | Indica un parcheggio autorizzato dal quale è possibile prendere biciclette.                                                                                        |
|                  | Telefono                                              | Indica un telefono pubblico. |
|                  | Rifornimento                                          | Indica la presenza di un posto di rifornimento. |
|                  | Informazioni                                          | Indica la presenza di un punto informazioni. |
|                  | Albergo-motel                                         | Indica la presenza di un albergo o un motel. |
|                  | Ristorante                                            | Indica la presenza di un ristorante. |
|                  | Acqua potabile                                        | Indica la presenza di una fontana con acqua potabile. |
|                  | Fermata di autobus                                    | Segnala una fermata di autobus. |
|                  | Fermata di tram                                       | Segnala una fermata di tram. |
|                  | Aeroporto                                             | Indica la presenza di un aeroporto. |
|                  | Fermata di taxi                                       | Segnala una fermata di taxi. |
|                  | Porto                                                 | Indica la presenza di un porto. |
|                  | Bar                                                   | Indica la presenza di un bar. |
|                  | Scarico acque reflue                                  | Indica la presenza di un posto per lo scarico delle acque reflue.                                                                                                  |
|                  | Campeggio                                             | Indica un campeggio. |
|                  | Terreno per roulotte                                  | Indica un terreno per la sosta di roulotte o motorhome. |
|                  | Terreno per camper                                    | Indica un terreno per la sosta di camper. |
|                  | Area pic-nic                                          | Indica la presenza di un'area per pic-nic. |
|                  | Ostello per la gioventù                               | Indica un ostello per la gioventù. |
|                  | Estintore                                             | Indica la presenza di un estintore. |
|                  | Autosoccorso                                          | Indica la presenza di un posto di autosoccorso. |
|                  | Assistenza meccanica                                  | Indica la presenza di un'officina di riparazioni. |
|                  | Autolavaggio                                          | Indica la presenza di un autolavaggio. |
|                  | Bagni pubblici                                        | Indica la presenza di servizi igienici pubblici. |
|                  | Gommista                                              | Indica la presenza di un gommista. |
|                  | Radio informazioni stradali                           | Indica la frequenza sulla quale si possono ricevere notizie sullo stato del traffico.                                                                              |
|                  | Zona di acque protette                                | Indica un percorso autorizzato per autoveicoli che trasportano sostanze suscettibili di contaminare le acque.                                                      |
|                  | Pannelli delineatori per curve                        | Indicano il raggio di curvatura di una curva. |
|                  | Autostrada                                            | Indica l'inizio di un'autostrada. |
|                  | Fine dell'autostrada                                  | Indica la fine di un'autostrada. |
|                  | Strada riservata ai veicoli a motore                  | Indica l'inizio di una strada riservata ai veicoli a motore. |
|                  | Fine strada riservata ai veicoli a motore             | Indica la fine di una strada riservata ai veicoli a motore. |
|                  | Piazzuola di sosta con SOS lungo un'autostrada        | Preavvisa una piazzuola di sosta dotata di SOS lungo un'autostrada.                                                                                                |
|                  | Piazzuola di sosta                                    | Preavvisa una piazzuola di sosta. |
|                  | Altitudine del passo                                  | Indica l'altitudine del passo che si sta transitando. |
|                  | Fiume                                                 | Indica il nome del fiume che si sta oltrepassando. |
|                  | Lunghezza della galleria                              | Indica la lunghezza della galleria che si sta per percorrere. |
|                  | Lunghezza del ponte                                   | Indica la lunghezza del ponte che si sta per percorrere. |
|                  | Direzione per stazione di polizia                     | Indica la direzione da seguire per giungere alla più vicina stazione di polizia.                                                                                   |
|                  | Inizio del territorio comunale                        | Indica l'inizio del territorio di un comune. |
|                  | Inizio del comune                                     | Indica l'inizio del territorio di un comune. |
|                  | Fine del territorio comunale                          | Indica la fine del territorio di un comune. |
|                  | Fine del comune                                       | Indica la fine del territorio di un comune. |
|                  | Cartello indicatore per strada extraurbana            | Indica le direzioni raggiungibili al prossimo incrocio lungo una strada extraurbana.                                                                               |
|                  | Cartello indicatore per strada extraurbana principale | Indica le direzioni raggiungibili al prossimo incrocio lungo una strada extraurbana principale.                                                                    |
|                  | Cartello indicatore per aeroporto                     | Indica le direzioni raggiungibili al prossimo incrocio per raggiungere un aeroporto.                                                                               |
|                  | Cartello indicatore per autostrada                    | Indica le direzioni raggiungibili al prossimo incrocio per raggiungere un'autostrada.                                                                              |
|                  | Utilizzo delle corsie in un incrocio                  | Indica la canalizzazione che si ha nel prossimo incrocio. |
|                  | Presegnalazione di direzioni su strada extraurbana    | Indica le direzioni raggiungibili al prossimo incrocio lungo una strada extraurbana.                                                                               |
|                  | Corsia per autobus e taxi                             | Indica l'inizio di una corsia riservata agli autobus ed ai taxi.                                                                                                   |
|                  | Fine della corsia per autobus e taxi                  | Indica la fine della corsia riservata agli autobus ed ai taxi. |
|                  | Corsia per tram                                       | Indica una corsia riservata ai tram. |
|                  | Aumento corsie disponibili                            | Indica l'inizio di una corsia supplementare. |
|                  | Riduzione corsie disponibili                          | Indica la fine di una corsia. |
|                  | Limiti di velocità minimi                             | Indica i limiti minimi di velocità presenti nel tratto di strada successivo al segnale.                                                                            |
|                  | Corsia per veicoli lenti                              | Indica la presenza della corsia per veicoli lenti. |
|                  | Fine della corsia per veicoli lenti                   | Indica la fine della corsia per veicoli lenti. |
|                  | Uscita lungo autostrada                               | Indica un'uscita lungo un'autostrada. |
|                  | Peavviso di area di servizio lungo autostrada         | Preavvisa un'area di serviziolungo un'autostrada. |
|                  | Inizio autostrada                                     | Indica l'inizio di un'autostrada. |
|                  | Peavviso di pagamento pedaggio lungo autostrada       | Preavvisa il pagamento del pedaggio lungo un'autostrada. |
|                  | Peavviso di pagamento pedaggio lungo autostrada       | Preavvisa il pagamento del pedaggio lungo un'autostrada. |
|                  | Modalità di pagamento pedaggio lungo autostrada       | Indica le modalità di pagamento del pedaggio lungo un'autostrada.                                                                                                  |
|                  | Confluenza                                            | Indica il termine delle due corsie per senso di marcia ed il confluire in un'unica corsia per senso di marcia.                                                     |
|                  | Preavviso di deviazione                               | Preavvisa una deviazione lungo la strada che si sta percorrendo.                                                                                                   |
|                  | Deviazione                                            | Indica la direzione da seguire per una deviazione. |
|                  | Direzioni obbligatorie                                | Indicano le direzioni obbligatorie da seguire provvisoriamente per le categoria di veicoli indicate.                                                               |
|                  | Moviere                                               | Indica la presenza di un moviere per dirigere il traffico in prossimità di un cantiere stradale.                                                                   |
|                  | Utilizzo delle corsie                                 | Indica l'utilizzo delle corsie disponibili. |
|                  | Limitazioni nelle corsie disponibili                  | Indicano le limitazioni al traffico nelle corsie disponibili. |
|                  | Corsia chiusa                                         | Indicano una chiusura di una o più corsie. |
|                  | Rientro in corsia                                     | Indicano il rientro nella carreggiata di marcia normale. |
|                  | Nome di via                                           | Indica il nome della via che si sta percorrendo. |
|                  | Inizio del territorio nazionale                       | Indica l'inizio del territorio della Bosnia ed Erzegovina. È posto in prossimità delle frontiere.                                                                  |
|                  | Limiti di velocità generali                           | Indica i limiti generali di velocità presenti nello Stato, validi per le autovetture. È posto in prossimità delle frontiere.                                       |
|                  | Segnale identificativo nazionale                      | Indica il territorio nazionale. |
|                  | Uscita di emergenza                                   | Indica un'uscita di emergenza. |
|                  | Direzione e distanza per uscita di emergenza          | Indica la direzione da seguire e la distanza per la più vicina uscita di emergenza.                                                                                |
|                  | Numero di uscita autostradale                         | Indica il numero di un'uscita autostradale. |
|                  | Itinerario europeo                                    | Indica il numero dell'itinerario europeo che si sta percorrendo.                                                                                                   |
|                  | Numero autostrada                                     | Indica il numero dell'autostrada che si sta percorrendo. |
|                  | Numero strada statale                                 | Indica il numero della strada statale che si sta percorrendo. |
|                  | Numero strada secondaria                              | Indica il numero della strada secondaria che si sta percorrendo.                                                                                                   |
|                  | Progressiva chilometrica su autostrada                | Indica il chilometraggio progressivo lungo un'autostrada. |
|                  | Progressiva chilometrica su strada statale            | Indica il chilometraggio progressivo lungo una strada statale. |

## Segnali di direzione
| Segnale bosniaco | Significato                                                                         | Spiegazione |
|                  | Peavviso di uscita lungo autostrada                                                 | Preavvisa un'uscita lungo un'autostrada.                                                                       |
|                  | Peavviso di uscita per svicolo autostradale                                         | Preavvisa un'uscita per svicolo autostradale.                                                                  |
|                  | Presegnalazione di direzioni su strada extraurbana                                  | Indica le direzioni raggiungibili al prossimo incrocio su strada extraurbana.                                  |
|                  | Presegnalazione di direzioni su strada extraurbana ad un'intersezione con rotatoria | Indica le direzioni raggiungibili al prossimo incrocio su strada extraurbana ad un'intersezione con rotatoria. |
|                  | Presegnalazione di direzioni su strada extraurbana principale                       | Indica le direzioni raggiungibili al prossimo incrocio lungo una strada extraurbana principale.                |
|                  | Presegnalazione di direzioni su autostrada                                          | Indica le direzioni raggiungibili al prossimo incrocio lungo un'autostrada.                                    |
|                  | Presegnalazione di direzioni su strada extraurbana                                  | Indica le direzioni raggiungibili al prossimo incrocio lungo una strada extraurbana.                           |
|                  | Cartello indicatore per strada secondaria                                           | Indica le direzioni raggiungibili al prossimo incrocio lungo una strada secondaria.                            |
|                  | Cartello indicatore per autostrada                                                  | Indica le direzioni raggiungibili al prossimo incrocio lungo un'autostrada.                                    |
|                  | Segnale di conferma per le strade extraurbane                                       | Indica la distanza dalle località indicate nel segnale percorrendo la strada extraurbana.                      |

## Pannelli integrativi
| Segnale bosniaco | Significato                        | Spiegazione                                                                                                   |
|                  | Distanza                           | Indica la distanza alla prescrizione indicata.                                                                |
|                  | Distanza allo STOP                 | Indica la distanza al segnale di fermarsi e dare precedenza.                                                  |
|                  | Estesa                             | Indica per quanti metri o chilometri il segnale a cui si riferisce è valido.                                  |
|                  | Durata                             | Indica le ore nelle quali il segnale a cui si riferisce è valido.                                             |
|                  | Consentito ai residenti            | Indica che i residenti possono fare ciò che altrimenti è vietato agli altri utenti della strada.              |
|                  | Categorie di veicoli               | Indica che l'indicazione è riferita alla categoria di veicolo indicata.                                       |
|                  | Rimozione coatta                   | Indica che è prevista la rimozione coatta dei veicoli in sosta.                                               |
|                  | Estesa laterale                    | Indica per quanti metri a destra o a sinistra il segnale a cui si riferisce è valido.                         |
|                  | Inizio, continua e fine            | Indicano l'inizio, la continuazione o la fine di una prescrizione.                                            |
|                  | Disposizione delle auto in sosta   | Indicano la disposizione delle auto in sosta.                                                                 |
|                  | Disabili                           | Indica che l'indicazione è riferita ai disabili muniti di apposito contrassegno.                              |
|                  | Pioggia                            | Indica che il pericolo a cui si riferisce il segnale è relativo alle condizioni di meteo con pioggia.         |
|                  | Ghiaccio o neve                    | Indica che il pericolo a cui si riferisce il segnale è relativo alle condizioni di meteo con ghiaccio o neve. |
|                  | Andamento della strada principale  | Indicano l'andamento della strada principale.                                                                 |
|                  | Mezzi spazzaneve in azione         | Indica che sono in azione i mezzi spazzaneve.                                                                 |
|                  | Segnaletica in rifacimento         | Indica che la segnaletica orizzontale è in corso di rifacimento.                                              |
|                  | Strada dissestata per x chilometri | Indica che la strada che si sta percorrendo è dissestata per il numero di chilometri indicato.                |
|                  | Doppio senso per ciclisti          | Indica che la pista ciclabile che si sta percorrendo è a doppio senso.                                        |
|                  | Anziani                            | Indica che l'indicazione è riferita agli anziani.                                                             |
|                  | Ipovedenti                         | Indica che l'indicazione è riferita agli ipovedenti.                                                          |
|                  | Ipoudenti                          | Indica che l'indicazione è riferita agli ipoudenti.                                                           |